# Torsten Gillnäs
Torsten Gillnäs, född 23 september 1923 i Matteus församling, Stockholm, död 16 juli 2008 i Överluleå församling, Boden, Norrbotten, var en svensk läkare. 
Efter studentexamen i Stockholm 1943 blev Gillnäs medicine kandidat 1946 och medicine licentiat vid Karolinska institutet 1951. Han blev amanuens vid Karolinska institutets patologiska institution 1946, underläkare vid medicinska kliniken på Karolinska sjukhuset 1951, förste underläkare och vikarierande överläkare vid medicinska avdelningen på Hudiksvalls lasarett 1958, biträdande överläkare vid medicinska kliniken på Centrallasarettet i Boden 1960, överläkare vid medicinska kliniken på Söderhamns lasarett 1962 och på Bodens lasarett 1971. Han blev marinläkare av andra graden i Marinläkarkåren 1952, av första graden 1957, i reserven från 1958. Han författade skrifter i patologi. Han var gift med Gunvor Gillnäs. Gillnäs är gravsatt på Söderhamns Kyrkogård.